# Évolution du Collège cardinalice sous le pontificat de Léon XIV
Cet article présente les évolutions au sein du Collège des cardinaux au cours du pontificat du pape Léon XIV.

## Évolution numérique au cours du pontificat
| Date       | Événement                                                                  | Pays | Électeurs | Non votants | Total |
| ---------- | -------------------------------------------------------------------------- | ---- | --------- | ----------- | ----- |
| 07/05/2025 | Cardinaux au moment du conclave de 2025                                    |      | 135       | 117         | 252   |
|            |                                                                            |      |           |             |       |
| 08/05/2025 | Élection papale du cardinal Robert Francis Prevost sous le nom de Léon XIV |      | 134       | 117         | 251   |
| 16/05/2025 | 80e anniversaire du cardinal Carlos Osoro Sierra                           |      | 133       | 118         | 251   |
| 15/06/2025 | 80e anniversaire du cardinal Robert Sarah                                  |      | 132       | 119         | 251   |
| 30/06/2025 | Mort du cardinal Luis Pascual Dri                                          |      | 132       | 118         | 250   |
| 04/07/2025 | 80e anniversaire du cardinal Stanisław Ryłko                               |      | 131       | 119         | 250   |
| 18/07/2025 | Mort du cardinal André Vingt-Trois                                         |      | 131       | 118         | 249   |
| 21/07/2025 | 80e anniversaire du cardinal Joseph Coutts                                 |      | 130       | 119         | 249   |
| 08/08/2025 | Mort du cardinal Estanislao Esteban Karlic                                 |      | 130       | 118         | 248   |